# Brenda Dean, Baroness Dean of Thornton-le-Fylde
Brenda Dean, Baroness Dean of Thornton-le-Fylde, PC (* 29. April 1943; † 13. März 2018) war eine britische Gewerkschafterin, Politikerin und ist Life Peer.

## Leben
Dean engagierte sich ab 1959 in der Gewerkschaft SOGAT (Society of Graphical and Allied Trades), deren Präsidentin sie von 1983 bis 1985 war und der sie anschließend bis 1991 als Generalsekretärin vorstand.
1992 wurde sie zum Fellow der Royal Society of Arts gewählt und im Jahr darauf in den Stand eines Life Peer erhoben. Seither trug sie offiziell den Titel Baroness Dean of Thornton-le-Fylde, of Eccles in the County of Greater Manchester und saß für die Labour Party im britischen House of Lords.
1998 wurde sie zum Privy Counsellor ernannt.